# Робен, Даниэль
 Даниэль Сантон Робен (фр. Daniel Santon Robin; 31 мая 1943, Брон, Франция — 23 мая 2018) — французский борец вольного и греко-римского стилей, двукратный серебряный призёр Олимпийских игр, чемпион мира и Европы, семикратный (1964—1968, 1971, 1972) чемпион Франции по греко-римской борьбе и шестикратный (1963, 1964, 1966, 1967, 1969, 1970) чемпион Франции по вольной борьбе. Также игрок в регби, член команды Гренобль (1971—1974).

## Биография
Родился в Броне, вырос в Гренобле, где в 1957 году начал заниматься борьбой. В 1962 году завоевал третье место на чемпионате Франции по греко-римской борьбе, в 1963 году стал чемпионом Франции как по вольной борьбе, так и по греко-римской борьбе.
В 1963 году был пятым на чемпионате мира по греко-римской борьбе, в 1965 был лишь десятым на чемпионате мира по вольной борьбе, в 1966 в вольной борьбе был девятым, а в греко-римской десятым. На чемпионате Европы 1966 года был четырнадцатым. В 1967 году завоевал звание чемпиона Средиземноморских игр сразу в двух стилях, в вольном и греко-римском, а в вольной борьбе завоевал звание чемпиона мира. В 1968 году завоевал звание чемпиона Европы по вольной борьбе, а в греко-римской был лишь шестнадцатым.
На летних Олимпийских играх 1968 года в Мехико боролся в полусреднем весе (до 78 килограммов), как по вольной, так и по греко-римской борьбе. В сравнении с предыдущими играми, регламент турнира остался прежним, с начислением штрафных баллов, но сменилось количество баллов, начисляемых за тот или иной результат встречи. Теперь за чистую победу штрафные баллы не начислялись, за победу с явным преимуществом начислялось 0,5 штрафных балла, за победу по очкам 1 балл, за ничью 2,5 балла, за поражение с явным преимуществом соперника 3,5 балла и за чистое поражение 4 балла. Как и прежде, борец, набравший 6 штрафных баллов, из турнира выбывал.
В вольной борьбе титул оспаривали 19 борцов. Даниэль Робен дошёл до финала, но в финальной встрече проиграл Махмуту Аталаю и завоевал серебряную медаль Олимпиады.
| Выступление на Олимпийских играх 1968 года (LL) | Выступление на Олимпийских играх 1968 года (LL) | Выступление на Олимпийских играх 1968 года (LL) | Выступление на Олимпийских играх 1968 года (LL) | Выступление на Олимпийских играх 1968 года (LL) | Выступление на Олимпийских играх 1968 года (LL) | Выступление на Олимпийских играх 1968 года (LL) |
| Круг                                            | Соперник                                        | Страна                                          | Результат                                       | Баллы                                           | Всего баллов                                    | Время схватки                                   |
| ----------------------------------------------- | ----------------------------------------------- | ----------------------------------------------- | ----------------------------------------------- | ----------------------------------------------- | ----------------------------------------------- | ----------------------------------------------- |
| 1                                               | Джимми Мартинетти                               | Швейцария                                       | Победа По очкам                                 | -1                                              | -1                                              |                                                 |
| 2                                               |                                                 |                                                 |                                                 |                                                 |                                                 |                                                 |
| 3                                               | Тацуо Сасаки                                    | Япония                                          | Поражение По очкам                              | -3                                              | -4                                              |                                                 |
| 4                                               | Юрий Шахмурадов                                 | Союз Советских Социалистических Республик       | Победа Дисквалификация соперника                | 0                                               | -4                                              |                                                 |
| 5                                               | Стив Комбс                                      | Соединённые Штаты Америки                       | Победа По очкам                                 | -1                                              | -5                                              |                                                 |
| Финал                                           | Махмут Аталай                                   | Турция                                          | Поражение По очкам                              |                                                 |                                                 |                                                 |

В греко-римской борьбе титул оспаривали 22 борца.
В финале уже не было нужды проводить схватки: после пятого круга осталось лишь три борца, которые уже встречались между собой. Таким образом, победителем стал Рудольф Веспер, победивший Даниэля Робена и проведший встречу с Кароем Байко вничью, второе место занял Робен, победивший Кароя Байко, и таким образом завоевавший вторую серебряную награду Игр.
| Выступление на Олимпийских играх 1968 года (GR) | Выступление на Олимпийских играх 1968 года (GR) | Выступление на Олимпийских играх 1968 года (GR) | Выступление на Олимпийских играх 1968 года (GR) | Выступление на Олимпийских играх 1968 года (GR) | Выступление на Олимпийских играх 1968 года (GR) | Выступление на Олимпийских играх 1968 года (GR) |
| Круг                                            | Соперник                                        | Страна                                          | Результат                                       | Баллы                                           | Всего баллов                                    | Время схватки                                   |
| ----------------------------------------------- | ----------------------------------------------- | ----------------------------------------------- | ----------------------------------------------- | ----------------------------------------------- | ----------------------------------------------- | ----------------------------------------------- |
| 1                                               | Весли О’Брайен                                  | Австралия                                       | Победа Туше                                     | 0                                               | 0                                               | 2:04                                            |
| 2                                               | Рудольф Веспер                                  | Германская Демократическая Республика           | Поражение По очкам                              | -3                                              | -3                                              |                                                 |
| 3                                               | Франц Бергер                                    | Австрия                                         | Победа По очкам                                 | -1                                              | -4                                              | 1:55                                            |
| 4                                               | Карой Байко                                     | Венгрия                                         | Победа По очкам                                 | -1                                              | -5                                              |                                                 |
| 5                                               | Йон Цэрану                                      | Румыния                                         | Победа Туше                                     | -3                                              | -5                                              |                                                 |

В 1970 году на чемпионате Европы по греко-римской борьбе был шестым, а по вольной — пятым. На чемпионате мира по греко-римской борьбе тоже был пятым. В 1971 году на Средиземноморских играх завоевал звание чемпиона по греко-римской борьбе, а по вольной остался вторым. На чемпионате мира 1971 года по греко-римской борьбе был одиннадцатым, а по вольной борьбе тринадцатым. В 1972 году на чемпионате Европы по греко-римской борьбе снова был шестым, а по вольной — четвёртым.
На летних Олимпийских играх 1972 года в Мюнхене боролся в полусреднем весе (до 78 килограммов), как по вольной, так и по греко-римской борьбе. Регламент турнира остался прежним.
В вольной борьбе титул оспаривали 25 борцов.
В пятом круге, после поражения от будущего чемпиона Уэйна Уэллса, перебрал штрафных баллов и из турнира выбыл, оставшись на итоговом пятом месте.
| Выступление на Олимпийских играх 1972 года (LL) | Выступление на Олимпийских играх 1972 года (LL) | Выступление на Олимпийских играх 1972 года (LL) | Выступление на Олимпийских играх 1972 года (LL) | Выступление на Олимпийских играх 1972 года (LL) | Выступление на Олимпийских играх 1972 года (LL) | Выступление на Олимпийских играх 1972 года (LL) |
| Круг                                            | Соперник                                        | Страна                                          | Результат                                       | Баллы                                           | Всего баллов                                    | Время схватки                                   |
| ----------------------------------------------- | ----------------------------------------------- | ----------------------------------------------- | ----------------------------------------------- | ----------------------------------------------- | ----------------------------------------------- | ----------------------------------------------- |
| 1                                               | Янчо Павлов                                     | Болгария                                        | Поражение По очкам                              | -3                                              | -3                                              |                                                 |
| 2                                               | Мухтияр Сингх                                   | Индия                                           | Победа Туше                                     | 0                                               | -3                                              | 2:24                                            |
| 3                                               | Роберт Блазер                                   | Швейцария                                       | Победа Туше                                     | 0                                               | -3                                              | 4:17                                            |
| 4                                               | Людовик Амбрус                                  | Румыния                                         | Победа По очкам                                 | -1                                              | -4                                              |                                                 |
| 5                                               | Уэйн Уэллс                                      | Соединённые Штаты Америки                       | Поражение По очкам                              | -3                                              | -7                                              |                                                 |

В греко-римской борьбе титул оспаривали 20 борцов.
В пятом круге перебрал штрафных баллов и из турнира выбыл, оставшись на итоговом шестом месте.
| Выступление на Олимпийских играх 1972 года (GR) | Выступление на Олимпийских играх 1972 года (GR) | Выступление на Олимпийских играх 1972 года (GR) | Выступление на Олимпийских играх 1972 года (GR) | Выступление на Олимпийских играх 1972 года (GR) | Выступление на Олимпийских играх 1972 года (GR) | Выступление на Олимпийских играх 1972 года (GR) |
| Круг                                            | Соперник                                        | Страна                                          | Результат                                       | Баллы                                           | Всего баллов                                    | Время схватки                                   |
| ----------------------------------------------- | ----------------------------------------------- | ----------------------------------------------- | ----------------------------------------------- | ----------------------------------------------- | ----------------------------------------------- | ----------------------------------------------- |
| 1                                               | Клаус Поль                                      | Германская Демократическая Республика           | Победа Туше                                     | 0                                               | 0                                               |                                                 |
| 2                                               | Ээро Тапио                                      | Финляндия                                       | Ничья                                           | -2                                              | -2                                              |                                                 |
| 3                                               |                                                 |                                                 |                                                 |                                                 |                                                 |                                                 |
| 4                                               | Витезслав Маха                                  | Чехословакия                                    | Поражение По очкам                              | -3                                              | -5                                              |                                                 |
| 5                                               | Иван Колев                                      | Болгария                                        | Поражение По очкам                              | -3                                              | -8                                              |                                                 |

После игр закончил борцовскую карьеру. Работал журналистом, затем уехал в Монреаль, где долгое время работал в области телевидения и радио как спортивный репортёр и обозреватель. В 1996 году вернулся во Францию, в 2005 году занял должность заместителя председателя федерации борьбы Франции, а также стал одним из функционеров Международной Федерации борьбы. Входил в оргкомитет Олимпийских игр в Лондоне 2012 года.
Член Зала Славы FILA (2012).